# New Haven Open
A New Haven Open (új nevén: Connecticut Open; korábbi nevén: Pilot Pen Tennis) minden év augusztusában megrendezett tenisztorna nők számára a Connecticut állambeli New Havenben.
A verseny Premier kategóriájú, összdíjazása 690 000 dollár. A torna főtábláján 30 játékos vehet részt. A mérkőzéseket szabadtéri kemény pályán, az US Openen is használt DecoTurf borításon játsszák.

## Története
Az első tornát 1948-ban rendezték meg Sacramentóban U.S. Women’s Hardcourt Championships néven. Az ezt követő húsz évben több egyesült államokbeli város adott otthont az eseménynek:  San Francisco, Berkeley, Salt Lake City, Seattle, La Jolla és Denver. 1970-től 1987-ig nem rendezték meg, majd 1988-ban ismét elindították a versenysorozatot U.S. Women’s Hardcourt Championships néven San Antonióban. A texasi város öt évig volt a verseny házigazdája, ezt követően Stratton Mountain, majd két év szünet után az Atlanta melletti Stone Mountain adott otthont az eseménynek, 1998-ban pedig New Haven lett a helyszín, ahova 2005-ben a férfiak Long Island-i tornáját is áthelyezték. 2011-től azonban ismét csak női viadalt rendeznek a városban, mivel ekkortól a férfiak versenye átkerült az Észak-Karolina állambeli Winston-Salembe.

## Döntők

### Egyéni
| Év          | Győztes               | Ellenfél a döntőben       | Eredmény a döntőben |
| ----------- | --------------------- | ------------------------- | ------------------- |
| 2018        | Arina Szabalenka      | Carla Suárez Navarro      | 6–1, 6–4            |
| 2017        | Daria Gavrilova       | Dominika Cibulková        | 4–6, 6–3, 6–4       |
| 2016        | Agnieszka Radwańska   | Elina Szvitolina          | 6–1, 7–6(3)         |
| 2015        | Petra Kvitová         | Lucie Šafářová            | 6–7(6), 6–2, 6–2    |
| 2014        | Petra Kvitová         | Magdaléna Rybáriková      | 6–4, 6–2            |
| 2013        | Simona Halep          | Petra Kvitová             | 6–2, 6–2            |
| 2012        | Petra Kvitová         | Marija Kirilenko          | 7–6(9), 7–5         |
| 2011        | Caroline Wozniacki    | Petra Cetkovská           | 6–4, 6–1            |
| 2010        | Caroline Wozniacki    | Nagyja Petrova            | 6–3, 3–6, 6–3       |
| 2009        | Caroline Wozniacki    | Jelena Vesznyina          | 6–2, 6–4            |
| 2008        | Caroline Wozniacki    | Anna Csakvetadze          | 3–6, 6–4, 6–1       |
| 2007        | Szvetlana Kuznyecova  | Szávay Ágnes              | 4–6, 3–0 feladta    |
| 2006        | Justine Henin         | Lindsay Davenport         | 6–0, 1–0 feladta    |
| 2005        | Lindsay Davenport     | Amélie Mauresmo           | 6–4, 6–4            |
| 2004        | Jelena Bovina         | Nathalie Dechy            | 6–2, 2–6, 7–5       |
| 2003        | Jennifer Capriati     | Lindsay Davenport         | 6–2, 4–0 feladta    |
| 2002        | Venus Williams        | Lindsay Davenport         | 7–5, 6–0            |
| 2001        | Venus Williams        | Lindsay Davenport         | 7–6(6), 6–4         |
| 2000        | Venus Williams        | Szeles Mónika             | 6–2, 6–4            |
| 1999        | Venus Williams        | Lindsay Davenport         | 6–2, 7–5            |
| 1998        | Steffi Graf           | Jana Novotná              | 6–4, 6–1            |
| 1997        | Lindsay Davenport     | Sandrine Testud           | 6–4, 6–1            |
| 1996        | Nem rendezték meg.    | Nem rendezték meg.        | Nem rendezték meg.  |
| 1995        | Nem rendezték meg.    | Nem rendezték meg.        | Nem rendezték meg.  |
| 1994        | Conchita Martínez     | Arantxa Sánchez Vicario   | 4–6, 6–3, 6–4       |
| 1993        | Conchita Martínez     | Zina Garrison             | 6–3, 6–2            |
| 1992        | Martina Navratilova   | Nathalie Tauziat          | 6–2, 6–1            |
| 1991        | Steffi Graf           | Szeles Mónika             | 6–4, 6–3            |
| 1990        | Szeles Mónika         | Manuela Maleeva-Fragniere | 6–4, 6–3            |
| 1989        | Steffi Graf           | Ann Henricksson           | 6–1, 6–4            |
| 1988        | Steffi Graf           | Katerina Maleeva          | 6–4, 6–1            |
| 1987 – 1970 | Nem rendezték meg.    | Nem rendezték meg.        | Nem rendezték meg.  |
| 1969        | Eliza Godwin          |                           |                     |
| 1968        | Maryna Godwin         |                           |                     |
| 1967        | Jane Bartkowicz       |                           |                     |
| 1966        | Billie Jean King      | Patti Hogan Fordyce       | 7–5, 6–0            |
| 1965        | Rosemary Casals       |                           |                     |
| 1964        | Kathy Harter          |                           |                     |
| 1963        | Darlene Hard          |                           |                     |
| 1962        | Carol Hanks Aucamp    |                           |                     |
| 1961        | Nancy Richey          |                           |                     |
| 1960        | Katherine D. Chabot   |                           |                     |
| 1959        | Sandra Reynolds Price |                           |                     |
| 1958        | Beverly Baker Fleitz  |                           |                     |
| 1957        | Beverly Baker Fleitz  |                           |                     |
| 1956        | Nancy Chaffee Kiner   |                           |                     |
| 1955        | Miriam Arnold         |                           |                     |
| 1954        | Beverly Baker Fleitz  |                           |                     |
| 1953        | Anita Kanter          |                           |                     |
| 1952        | Mary Arnold Prentiss  |                           |                     |
| 1951        | Patricia Canning Todd |                           |                     |
| 1950        | Patricia Canning Todd | Magda Rurac               | 6–2, 6–1            |
| 1949        | Doris Hart            | Dorothy Head Knode        | 6–3, 6–4            |
| 1948        | Gertrude Moran        | Virginia Wolfenden Kovacs | 2–6, 6–1, 6–2       |

### Páros
| Év   | Győztes                                            | Ellenfél a döntőben                        | Eredmény a döntőben |
| ---- | -------------------------------------------------- | ------------------------------------------ | ------------------- |
| 2018 | Andrea Sestini Hlaváčková Barbora Strýcová         | Hszie Su-vej Laura Siegemund               | 6–4, 6–7(7), [10–4] |
| 2017 | Gabriela Dabrowski Hszü Ji-fan                     | Ashleigh Barty Casey Dellacqua             | 3–6, 6–3, [10–8]    |
| 2016 | Szánija Mirza Monica Niculescu                     | Katerina Bondarenko Csuang Csia-jung       | 7–5, 6–4            |
| 2015 | Julia Görges Lucie Hradecká                        | Csuang Csia-jung Liang Csen                | 6–3, 6–1            |
| 2014 | Andreja Klepač Silvia Soler Espinoza               | Marina Eraković Arantxa Parra Santonja     | 7–5, 4–6, [10–7]    |
| 2013 | Szánija Mirza Cseng Csie                           | Anabel Medina Garrigues Katarina Srebotnik | 6–3, 6–4            |
| 2012 | Liezel Huber Lisa Raymond                          | Andrea Hlaváčková Lucie Hradecká           | 4–6, 6–0, [10–4]    |
| 2011 | Csuang Csia-zsung Volha Havarcova                  | Sara Errani Roberta Vinci                  | 7–5, 6–2            |
| 2010 | Květa Peschke Katarina Srebotnik                   | Bethanie Mattek-Sands Meghann Shaughnessy  | 7–5, 6–0            |
| 2009 | Nuria Llagostera Vives María José Martínez Sánchez | Iveta Benešová Lucie Hradecká              | 6–2, 7–5            |
| 2008 | Květa Peschke Lisa Raymond                         | Sorana Cîrstea Monica Niculescu            | 4–6, 7–5, [10–7]    |
| 2007 | Szánija Mirza Mara Santangelo                      | Cara Black Liezel Huber                    | 6–1, 6–2            |
| 2006 | Jen Ce Cseng Csie                                  | Lisa Raymond Samantha Stosur               | 6–4, 6–2            |
| 2005 | Lisa Raymond Samantha Stosur                       | Gisela Dulko Maria Kirilenko               | 6–2, 6–7(1), 6–1    |
| 2004 | Nagyja Petrova Meghann Shaughnessy                 | Martina Navratilova Lisa Raymond           | 6–1, 1–6, 7–6(4)    |
| 2003 | Virginia Ruano Pascual Paola Suárez                | Alicia Molik Magui Serna                   | 7–6(6), 6–3         |
| 2002 | Daniela Hantuchová Arantxa Sánchez Vicario         | Tathiana Garbin Janette Husarova           | 7–6, 1–6, 7–5       |
| 2001 | Cara Black Jelena Lihovceva                        | Jelena Dokić Nagyja Petrova                | 6–0, 3–6, 6–2       |
| 2000 | Julie Halard-Decugis Szugijama Ai                  | Virginia Ruano Pascual Paola Suárez        | 6–4, 5–7, 6–2       |
| 1999 | Lisa Raymond Rennae Stubbs                         | Jelena Lihovceva Jana Novotná              | 7–6(1), 6–2         |
| 1998 | Alexandra Fusai Nathalie Tauziat                   | Mariaan de Swardt Jana Novotná             | 6–1, 6–0            |
| 1997 | Nicole Arendt Manon Bollegraf                      | Alexandra Fusai Nathalie Tauziat           | 6–7(5), 6–3, 6–2    |
| 1996 | Nem rendezték meg.                                 | Nem rendezték meg.                         | Nem rendezték meg.  |
| 1995 | Nem rendezték meg.                                 | Nem rendezték meg.                         | Nem rendezték meg.  |
| 1994 | Elizabeth Sayers-Smylie Pam Shriver                | Conchita Martínez Arantxa Sánchez Vicario  | 7–6(4), 2–6, 7–5    |
| 1993 | Elizabeth Sayers-Smylie Helena Suková              | Manuela Maleeva-Fragniere Mercedes Paz     | 6–1, 6–2            |
| 1992 | Martina Navratilova Pam Shriver                    | Patty Fendick Andrea Strnadová             | 3–6, 6–2, 7–6(4)    |
| 1991 | Patty Fendick Szeles Mónika                        | Jill Hetherington Kathy Rinaldi            | 7–6(2), 6–2         |
| 1990 | Kathy Jordan Elizabeth Sayers-Smylie               | Gigi Fernández Robin White                 | 7–5, 7–5            |
| 1989 | Katrina Adams Pam Shriver                          | Patty Fendick Jill Hetherington            | 3–6, 6–1, 6–4       |
| 1988 | Lori McNeil Helena Suková                          | Rosalyn Fairbank Gretchen Rush-Magers      | 6–3, 6–7(5), 6–2    |